# Карен Барріца
Карен Барріца (дан. Karen Barritza; нар. 3 липня 1992) — колишня данська тенісистка.
Найвищу одиночну позицію світового рейтингу — 396 місце досягла 17 квітня 2017, парну — 362 місце — 16 липня 2012 року.
Здобула 7 одиночних та 7 парних титулів.

## Фінали ITF

### Одиночний розряд: 13 (7–6)
| Легенда         |
| --------------- |
| турніри $50,000 |
| турніри $25,000 |
| турніри $15,000 |
| турніри $10,000 |

| Фінали за покриттям |
| ------------------- |
| Тверде (2–2)        |
| Ґрунт (4–4)         |
| Трава (0–0)         |
| Килим (1–0)         |

| Результат | Ранг | Дата              | Турнір                     | Покриття   | Суперниця         | Рахунок             |
| --------- | ---- | ----------------- | -------------------------- | ---------- | ----------------- | ------------------- |
| Поразка   | 1.   | 21 червня 2010    | ITF Ґеусдал, Норвегія      | Тверде     | Вікторія Ларр'єр  | 6–1, 6–2            |
| Перемога  | 1.   | 23 травня 2011    | ITF Парос, Греція          | Килим      | Деспойна Воґасарі | 6–1, 7–5            |
| Перемога  | 2.   | 22 липня 2013     | ITF Тампере, Фінляндія     | Ґрунт      | Любов Васильєва   | 6–1, 7–6(7)         |
| Перемога  | 3.   | 29 липня 2013     | ITF Савітайпале, Фінляндія | Ґрунт      | Антоніна Лисакова | 7–5, 6–3            |
| Поразка   | 2.   | 23 грудня 2013    | ITF Стамбул, Туреччина     | Тверде (i) | Елісе Мертенс     | 7–5, 4–6, 6–4       |
| Поразка   | 3.   | 3 серпня 2014     | ITF Копенгаген, Данія      | Ґрунт      | Май Граге         | 4–6, 5–7            |
| Перемога  | 4.   | 8 листопада 2014  | ITF Осло, Норвегія         | Тверде (i) | Корнелія Лістер   | 6–2, 6–2            |
| Поразка   | 4.   | 12 липня 2015     | ITF Амстелвен, Нідерланди  | Ґрунт      | Бібіане Веєрс     | 4–6, 6–3, 1–6       |
| Поразка   | 5.   | 26 липня 2015     | ITF Тампере, Фінляндія     | Ґрунт      | Лілла Барзо       | 2–6, 4–6            |
| Перемога  | 5.   | 15 травня 2016    | ITF Бостад, Швеція         | Ґрунт      | Корнелія Лістер   | 6–4, 6–4            |
| Поразка   | 6.   | 22 серпня 2016    | ITF Роттердам, Нідерланди  | Ґрунт      | К'яра Шоль        | 6–7(4), 7–5, 6–7(8) |
| Перемога  | 6.   | 20 листопада 2016 | ITF Гельсінкі, Фінляндія   | Тверде (i) | Олена Рибакіна    | 6–3, 6–4            |
| Перемога  | 7.   | 27 серпня 2017    | ITF Роттердам, Нідерланди  | Ґрунт      | Таїсія Мордергер  | 2–6, 6–4, 6–4       |

### Парний розряд: 12 (7–5)
| Легенда         |
| --------------- |
| турніри $25,000 |
| турніри $10,000 |

| Фінали за покриттям |
| ------------------- |
| Тверде (3–4)        |
| Ґрунт (4–1)         |

| Результат | Ранг | Дата              | Турнір                       | Покриття   | Партнерка              | Суперниці                             | Рахунок          |
| --------- | ---- | ----------------- | ---------------------------- | ---------- | ---------------------- | ------------------------------------- | ---------------- |
| Перемога  | 1.   | 29 червня 2010    | ITF Ґеусдал, Норвегія        | Тверде     | Мгері Бравн            | Ліза Вайбурн Нікола Джордж            | 6–2, 6–2         |
| Перемога  | 2.   | 23 жовтня 2010    | ITF Глазго, Велика Британія  | Тверде (i) | Джулія Майр            | Ейріні Георгату Валерія Савіних       | w/o              |
| Поразка   | 1.   | 1 листопада 2010  | ITF Стокгольм, Швеція        | Тверде (i) | Анна Бражнікова        | Ксенія Кнолль Лара Мішель             | 3–6, 3–6         |
| Перемога  | 3.   | 22 серпня 2011    | ITF Брауншвейг, Німеччина    | Ґрунт      | Huỳnh Phương Đài Trang | Забріна Баумґартен Катаріна Ленерт    | 6–2, 6–4         |
| Поразка   | 2.   | 31 жовтня 2011    | ITF Стокгольм, Швеція        | Тверде (i) | Юлія Кіммельманн       | Гіслайне ван Бал Лісанне ван Ріт      | 2–6, 7–6, 3–6    |
| Поразка   | 3.   | 28 травня 2012    | ITF Марибор, Словенія        | Ґрунт      | Анна-Лена Фрідзам      | Елена Богдан Катрін Верле             | 2–6, 6–2, [5–10] |
| Перемога  | 4.   | 31 липня 2012     | ITF Савітайпале, Фінляндія   | Ґрунт      | Евелійна Віртанен      | Ольга Брозда Нікола Горакова          | w/o              |
| Поразка   | 4.   | 5 листопада 2012  | ITF Лафборо, Велика Британія | Тверде (i) | Лара Мішель            | Анна Фіцпатрік Джейд Віндлі           | 2–6, 2–6         |
| Перемога  | 5.   | 1 серпня 2014     | ITF Копенгаген, Данія        | Ґрунт      | Клаудія Бочова         | Еміліе Франкаті Марія Єсперсен        | 6–4, 6–1         |
| Перемога  | 6.   | 22 серпня 2016    | ITF Роттердам, Нідерланди    | Ґрунт      | К'яра Шоль             | Розалі ван дер Гук Світлана Пироженко | 6–2, 6–3         |
| Поразка   | 5.   | 31 жовтня 2016    | ITF Осло, Норвегія           | Тверде (i) | Міхаела Гончова        | Хаєнне Евейк Розалі ван дер Гук       | 4–6, 4–6         |
| Перемога  | 7.   | 20 листопада 2016 | ITF Гельсінкі, Фінляндія     | Тверде (i) | Лаура Йоана Пар        | Аліна Силич Валерія Зєлєва            | 6–4, 6–3         |